# KNBサマーフェスティバル
「KNBサマーフェスティバル」（ケイエヌビーサマーフェスティバル、通称：サマフェス）は、富山県富山市の北日本放送本社社屋及び、周辺のブールバールエリアにて当時開局45年目だった1997年から毎年7月に開催されている北日本放送主催の開局記念参加型イベントである。正式名称は、KNBサマーフェスティバルの後に年号（西暦）が付記される。

## 概要
北日本放送の開局を記念したイベントであり、1997年から「KNB大バザール」として第1回を開催。以降後述の中止を除き毎年開催されている。
新型コロナウイルスの影響により、2020年と2021年は開催が中止された。
2023年開催分より現在の名称に変更された。同時に前夜祭も初めて実施された。

## 開催日
- 毎年7月（2024年までは第1日曜日、2025年は第4日曜日に開催予定）
  - 2023年以降前日の土曜日に前夜祭を開催。

## 開催時間
- 10:00 - 16:00

## イベント内容
特設ステージでアナウンサーやゲストによるショーなどが行われるほか、北日本放送本社社屋を見学することができ、いっちゃん☆KNBのテレビスタジオやラジオスタジオも見学することができる。飲食店を中心にさまざまな店やキッチンカーが北日本放送本社社屋周辺及び、ブールバールエリアに出店している。また、北日本放送特製グッズなどが販売されている。

## 生中継

### テレビ
ゼロいちにて2017年まで毎年、12:00 - 12:55まで会場から一部生放送されていた。現在は11:45 - 12:00に会場から生放送されている。

### ラジオ
毎年、開催時間である10:00 - 16:00まで会場から生放送されている。

### YouTube
KNB公式YouTubeで一部ステージの模様が会場から生配信されている。

## ゲスト
毎年豪華なゲストを呼んでいる。
2024年
- 風間俊介
- BENI

2025年
- ゆうちゃみ
- 木山裕策
- 池田航